# Arno Kompatscher

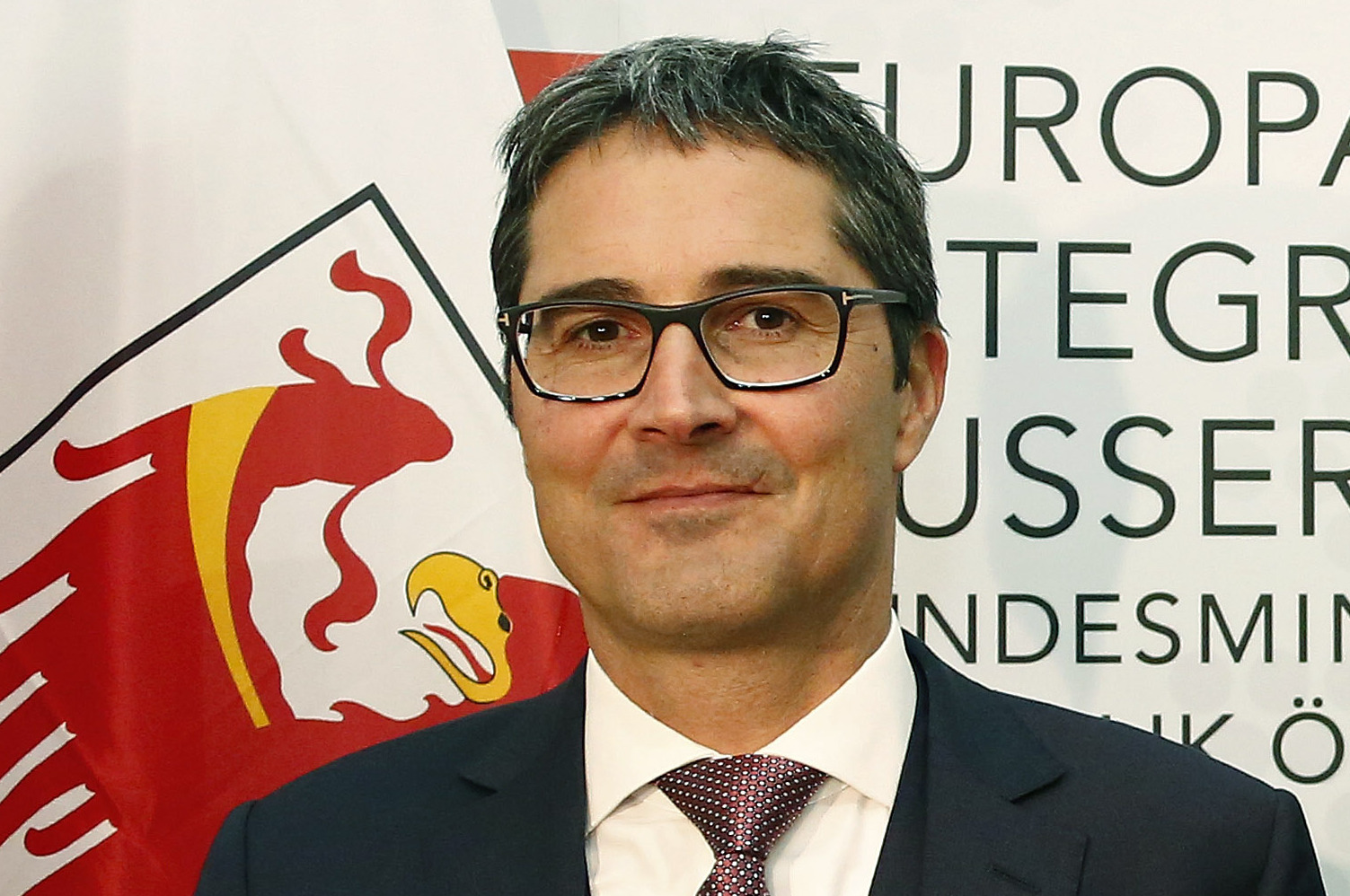
Arno Kompatscher, 2015

Arno Kompatscher (* 19. März 1971 in Völs am Schlern) ist ein italienischer Politiker deutscher Muttersprache der Südtiroler Volkspartei und seit 2014 Landeshauptmann Südtirols. Von 2005 bis 2013 war Kompatscher Bürgermeister seiner Geburtsgemeinde, von 2011 bis 2013 stand er zudem als Präsident dem Südtiroler Gemeindenverband vor.

## Leben

### Ausbildung und Beruf
Kompatscher wurde am 19. März 1971 als fünftes und jüngstes Kind von Walter Kompatscher (Dorfschmied, 1969–1980 Bürgermeister) und Elisabeth Rott (Landhebamme) in Völs am Schlern geboren. Nach der Staatlichen Abschlussprüfung 1990 am Realgymnasium in Bozen leistete er Wehrdienst bei den Alpini (1990–1991). Anschließend schrieb er sich für das von den Universitäten Innsbruck und Padua gemeinsam angebotene „Integrierte Diplomstudium der Rechtswissenschaften“ ein, das er 1997 mit einer in italienischer Sprache verfassten Diplomarbeit über  Sachmängelhaftung abschloss. In der Folge war er ein Jahr lang Lehrer für Rechtskunde und Volkswirtschaftslehre an der Handelsoberschule „Heinrich Kunter“ und am Humanistischen Gymnasium „Walther von der Vogelweide“ in Bozen.
Von 1998 bis 2004 leitete Kompatscher das Rechts- und Vertragsamt der Marktgemeinde Kastelruth. Von 2004 bis zum Frühjahr 2013 war er Präsident des Verwaltungsrates der Seis-Seiser Alm Umlaufbahn AG und gleichzeitig Geschäftsführer der Gesellschaft.

### Politik
Seine ersten politischen Ämter hatte Kompatscher als Vizebürgermeister seiner Geburtsgemeinde und Mitglied des Bezirksrates Salten-Schlern in der Amtsperiode 2000–2005 inne. Von 2005 bis 2013 stand er seiner Heimatgemeinde als Bürgermeister vor. Parallel dazu war er von 2011 bis 2013 Präsident des Südtiroler Gemeindenverbandes und des Rates der Gemeinden.
Bei den Landtagswahlen 2013 kandidierte Kompatscher als Listenführer der Südtiroler Volkspartei (SVP) und konnte mit 81.117 persönlichen Vorzugsstimmen als Meistgewählter aller Parteien in den Landtag und damit gleichzeitig den Regionalrat Trentino-Südtirol einziehen. Seit dem 9. Jänner 2014 steht er in der Nachfolge Luis Durnwalders als Südtiroler Landeshauptmann der Landesregierung vor. Im Kabinett Kompatscher I übernahm er die Ressorts Wirtschaft, Finanzen, Innovation und Außenbeziehungen. Zur Halbzeit der Legislaturperiode übernahm er 2016 turnusgemäß von seinem Trentiner Amtskollegen Ugo Rossi zusätzlich die Präsidentschaft der Region Trentino-Südtirol, nachdem er in der Regionalregierung zunächst als Vizepräsident gedient hatte.
Im Rahmen der Landtagswahlen 2018 konnte Kompatscher mit 68.210 Vorzugsstimmen erneut als Meistgewählter aller Parteien ein Mandat erringen. Am 17. Jänner 2019 wurde er vom Landtag für eine weitere Amtsperiode wiedergewählt. 19 Abgeordnete stimmten für Kompatscher, 16 gegen ihn. Seit dem 25. Jänner 2019 stand er dem Kabinett Kompatscher II vor, in dem er die Ressorts Außenbeziehungen, Europa, Gemeinden, Finanzen, Personal, Informationstechnologie, Universität, Forschung und Innovation, Museen und Sport betreut. Am 27. Februar 2019 wurde er auch als Präsident der Region bestätigt, ehe er am 7. Juli 2021 wieder zur Vizepräsidentschaft wechselte.
Bei den Landtagswahlen 2023 trat er erneut als Spitzenkandidat der SVP an und erhielt dabei 58.775 Vorzugsstimmen. Am 18. Jänner 2024 wählte ihn der Landtag mit 19 Ja- bei 16 Nein-Stimmen wiederum zum Landeshauptmann; am 1. Februar 2024 erfolgte die Wahl des Kabinetts Kompatscher III, in dem er sich um die Agenden Autonomie, Außenbeziehungen, Finanzen, Bürgernahe Verwaltung, Gemeinden, Zivilschutz, Bürgerrechte und Chancengleichheit kümmert. Am 13. März 2024 übernahm er ein drittes Mal die Präsidentschaft der Region.

### Weitere Ämter
- Mitglied im Europäischen Ausschuss der Regionen seit 2014
- Präsident der Europaregion Tirol–Südtirol–Trentino 2017–2019 und seit 2023

### Privates
Seit dem 9. September 1995 ist Kompatscher mit Nadja Ahlbrecht verheiratet. Zusammen haben sie sieben Kinder, geboren zwischen 1993 und 2016.

## Auszeichnungen
- 2022: Ehrensenator der Universität Innsbruck[10]